# Alexander Jovy
Alexander Jovy (Berlim, 27 de janeiro de 1971) é um cineasta alemão. Foi indicado ao Oscar de melhor documentário de longa-metragem na edição de 1999 pelo trabalho na obra Holiday Romance.